# مؤشر معرفة بيئي
تُستخدم المؤشرات البيئية المعرفية أو النماذج البيئية المعرفية (  بالإنكليزية: Ecological indicators) لنقل المعلومات حول النظم البيئية وتأثير الأنشطة البشرية على النظم البيئية إلى مجموعات مثل صانعي السياسات العامة أو الحكومية، والنظم الإيكولوجية معقدة ويمكن أن تساعد المؤشرات البيئية في وصفها بعبارات أبسط يمكن فهمها واستخدامها من قبل غير العلماء لقرارات الإدارة؛ وعلى سبيل المثال يمكن استخدام عدد الأنواع المختلفة من الخنافس في حقل ما كمؤشر على التنوع البيولوجي.
تم إيجاد أنواع مختلفة من المؤشرات يمكن استخدامها لتعكس جوانب مختلفة من النظم البيئية ومن بينها البيولوجية والكيميائية والفيزيائية، وبسبب هذا التنوع يعد تطوير واختيار المؤشرات البيئية عملية معقدة.

## المؤشرات البيئية في تقييم السياسات
للمؤشرات البيئية دورا مهما في تقييم السياسات المتعلقة بالبيئة.
تساعد المؤشرات في تقييم تطوير السياسة على النحو التالي:
• توفير المعلومات ذات الصلة لمتخذي القرار وعامة الناس حول الوضع الحالي والمسارات البيئية.
• مساعدة صانعي القرار على فهم أفضل علاقات السبب والنتيجة بين الخيارات وأساليب ممارسات الأعمال وصانعي السياسات في مواجهة البيئة.
• المساعدة في مراقبة وتقييم فعالية الإجراءات المنجزة لزيادة وتعزيز السلع والخدمات البيئية.